# زاك إيمرسون
زاك إيمرسون (بالإنجليزية: Zak Emmerson) هو لاعب كرة قدم بريطاني، ولد في 10 أغسطس 2004. لعب مع أولدهام أثلتيك.